# روجر غودت
روجر غودت هو سياسي كندي، ولد في 26 مايو 1945 في Saint-Liguori ‏ في كندا. نشط حزبياً في الكتلة الكيبيكية. في الانتخابات الاتحادية الكندية 2008 ‏، انتخب عضو مجلس العموم الكندي عن دائرة Montcalm (federal electoral district) ‏ وقد انضم خلال فترته النيابية ‏ (14 أكتوبر 2008 – 1 مايو 2011) للكتلة البرلمانية الكتلة الكيبيكية وانتخب عضو مجلس العموم الكندي عن دائرة Montcalm (federal electoral district) ‏ وقد انضم خلال فترته النيابية ‏ للكتلة البرلمانية الكتلة الكيبيكية وانتخب عضو مجلس العموم الكندي عن دائرة Montcalm (federal electoral district) ‏ وقد انضم خلال فترته النيابية ‏ للكتلة البرلمانية الكتلة الكيبيكية.